# Wybory parlamentarne w Armenii w 2012 roku
Wybory parlamentarne w Armenii w 2012 roku odbyły się 6 maja. Kandydaci walczyli o 131 miejsc w Zgromadzeniu Narodowym w V kadencji. Zwyciężyła partia prezydenta Serża Sarkisjana Republikańska Partia Armenii z wynikiem 46,23%. Był to najlepszy rezultat tej partii w wyborach. Drugą pozycję zajęła Dostatnia Armenia, która tworzyła dotąd koalicję, uzyskując 30,72%. Pozostałe miejsca w parlamencie przypadły trzem innym ugrupowaniom i koalicji - Armeńskiemu Kongresowi Narodowemu. Przebieg wyborów monitorowała grupa ok. 300 międzynarodowych obserwatorów z Organizacji Bezpieczeństwa i Współpracy w Europie, gdyż wybory z 2007 nie spełniały standardów demokratycznych.